# Maison, 3 rue Geoffroy-de-Pont-Blanc (Lannion)
La maison, 3 rue Geoffroy-de-Pont-Blanc est située à Lannion en France.

## Localisation
La maison est située sur le territoire de la commune de Lannion, place du Général-Leclerc, dans le département  des Côtes-d'Armor, dans la région Bretagne.

## Description
Maison à pans de bois présentant une façade du XVIIe siècle  aux montants et sablières sculptés. Le rez-de-chaussée est occupé par des boutiques et deux étages montent en encorbellements successifs. Les sablières s'ornent de cartouches et d'entrelacs. Les poteaux supportant les saillies sont ornés de cariatides engainées et de consoles. Au rez-de-chaussée, les piles en granit sont ornées de pilastres ioniques encadrant les portes.

## Historique
La maison est classée partiellement (façade et toiture) au titre des monuments historiques par arrêté du 11 mars 1944.

## Galerie

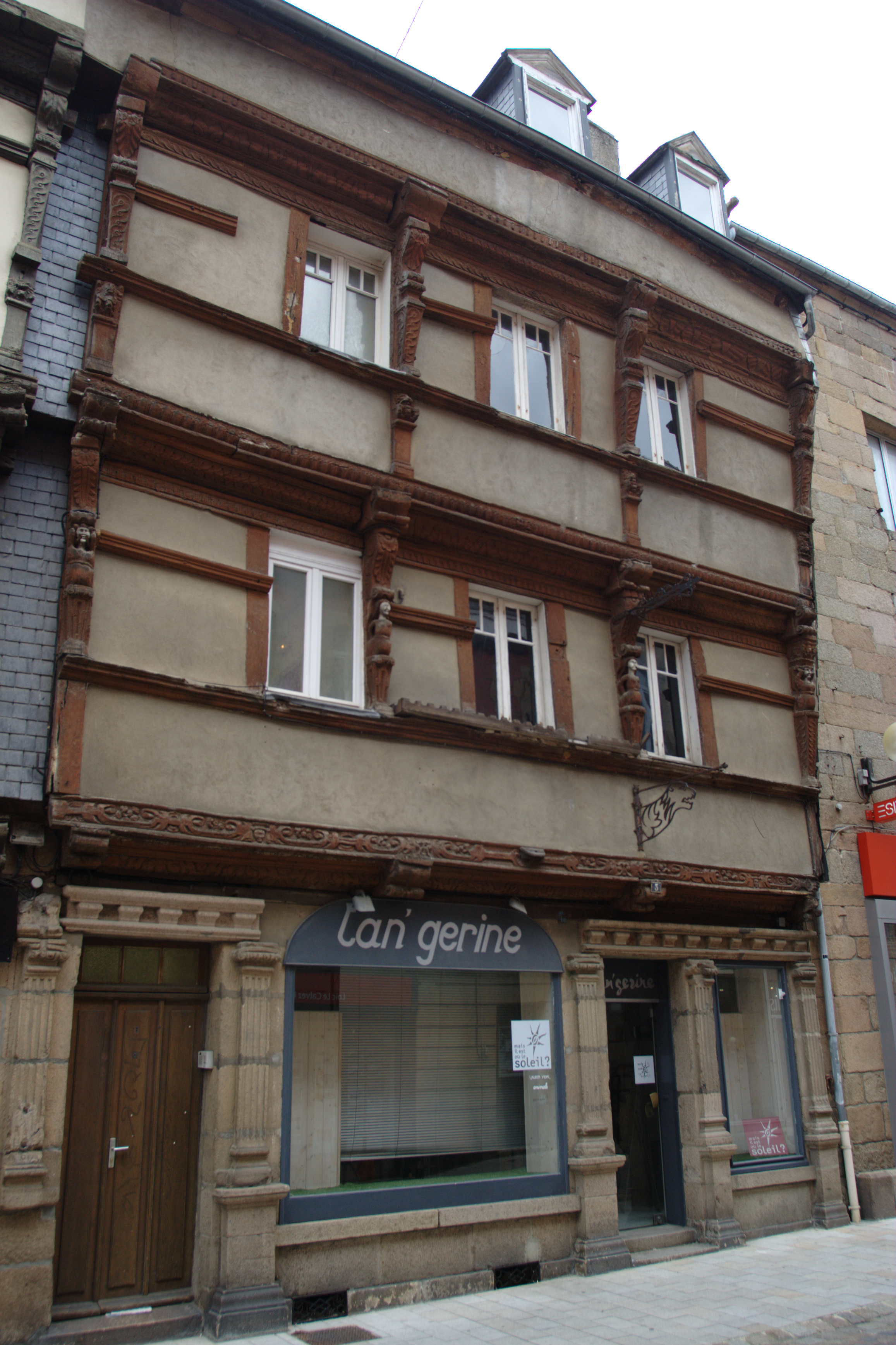
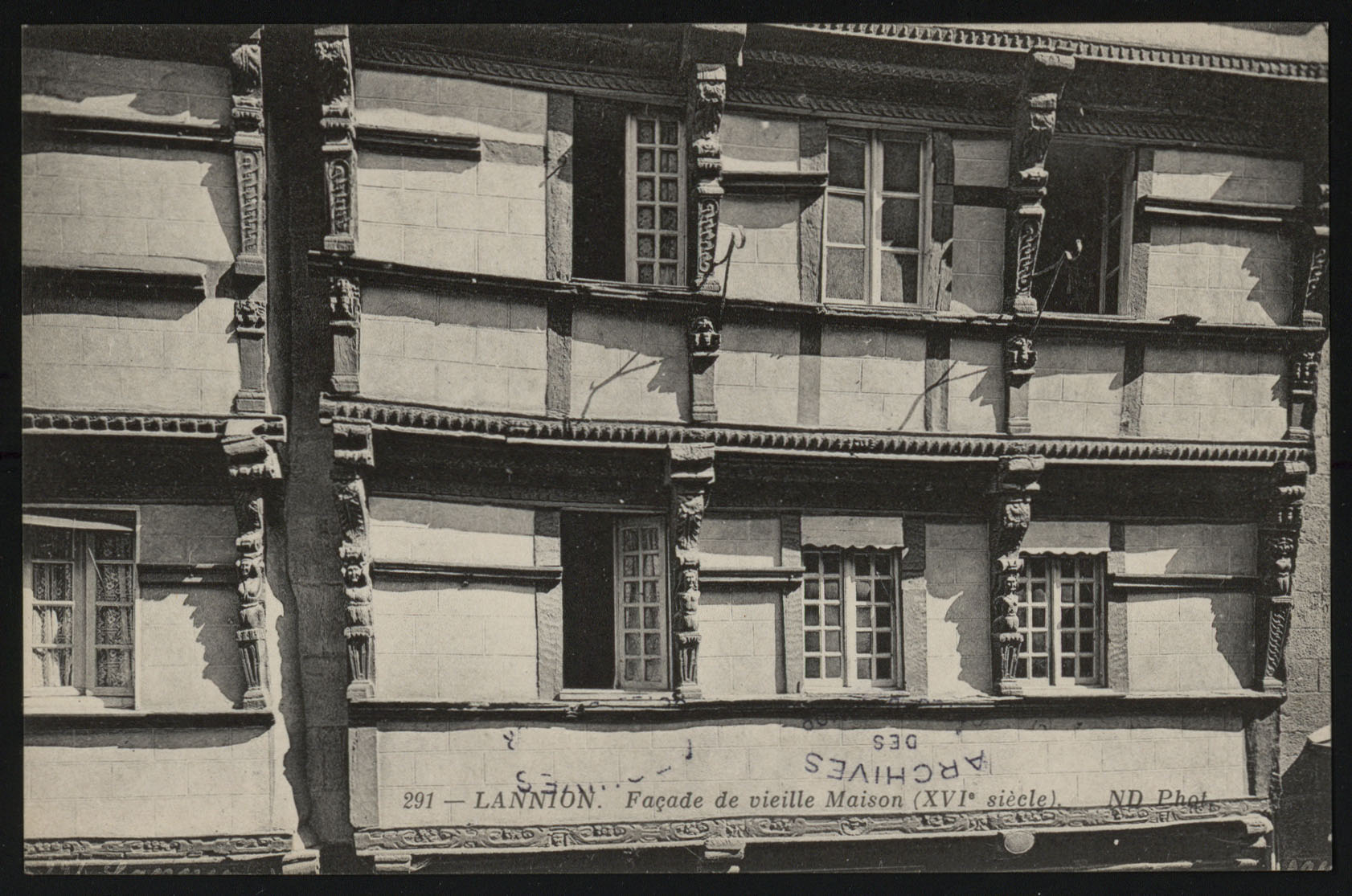
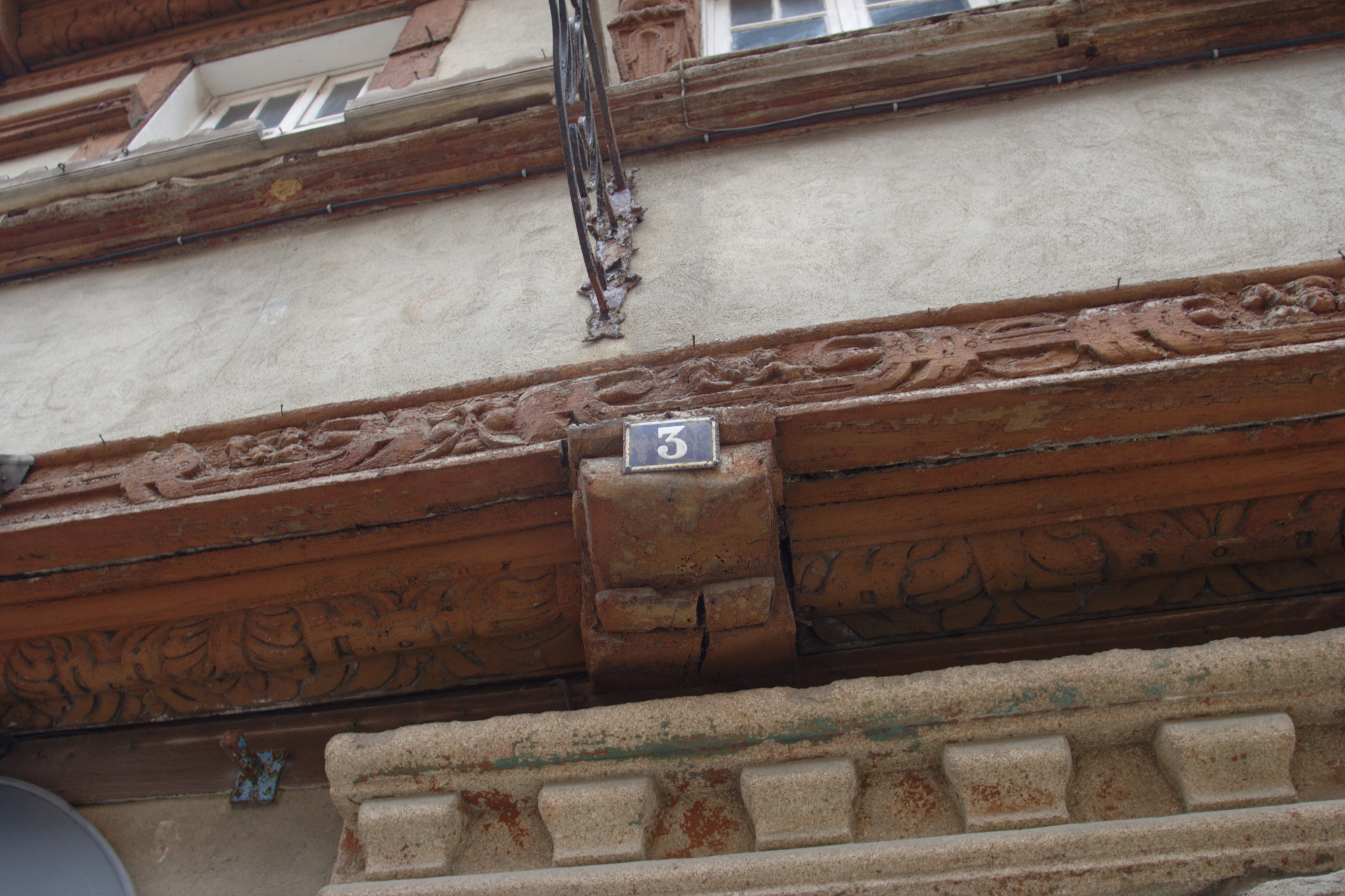